# Santa Lucía (Uruguay)
Santa Lucía è una città dell'Uruguay, situata nel Dipartimento di Canelones.